# Vilniaus gatvė (Kaunas)

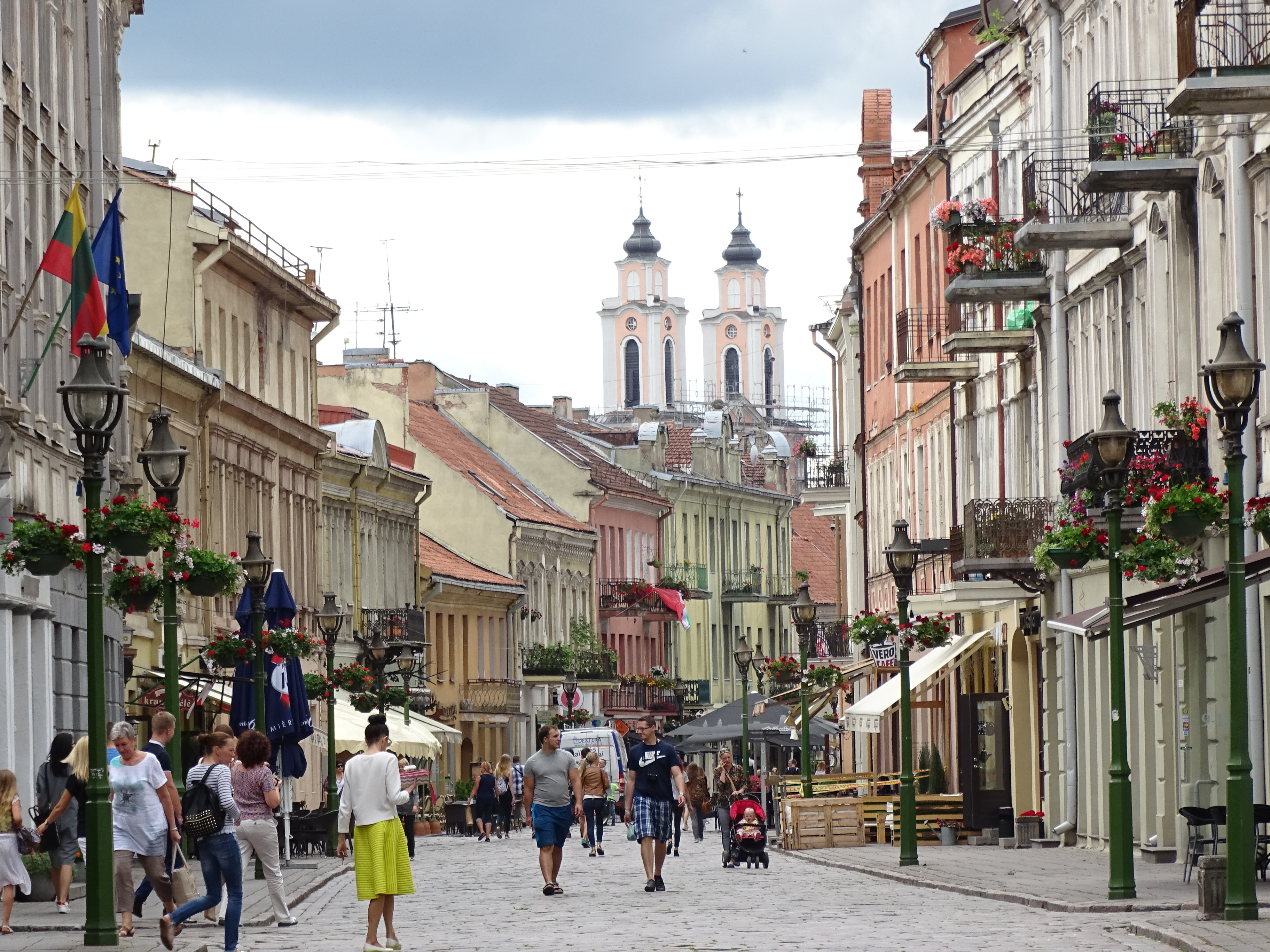
Vilniaus gatvė in Kaunas

Vilniaus gatvė ist die älteste Straße in Litauens zweitgrößter Stadt Kaunas. Sie war früher ein Teil der alten Straße in Richtung der litauischen Hauptstadt Vilnius. Die Häuser waren im Mittelalter aus Holz. Erst später entstanden Gebäude aus roten Ziegeln. Diese wurden von reichen Bürgern gebaut. Einige derartige Häuser sind bis heute erhalten geblieben. Vilniaus gatvė bildet als Fußgängerzone die Hauptachse der Altstadt Kaunas, die vom Rathausplatz Kaunas zur Laisvės alėja führt.

## Objekte
- Vilniaus g. 1: gottische Peter-und-Paul-Kathedrale Kaunas
- Vilniaus g. 7: gotisches Haus mit dekorativen Frontonen, restauriert 1984
- Vilniaus g. 29/J. Jablonskio g. 2: katholische Hochschule Šv. Ignaco Lojolos kolegija
- Vilniaus g. 33:  historische Präsidentur Litauens.